# Un Blodymary (canción)
«Un Blodymary» es el único sencillo del homónimo y segundo álbum de estudio del grupo femenino español Las Ketchup.
La canción representó a España en el Festival de la Canción de Eurovisión 2006. La canción hace referencia al cóctel Bloody Mary.
El estatus de España (junto con Francia, Alemania y el Reino Unido) como uno de los cuatro grandes garantizó la llegada a la final del festival. Así, el grupo (al completo) fue el sexto en actuar, siguiendo a la cantante de Noruega Christine Guldbrandsen con Alvedansen, y precediendo al cantante de Malta Fabrizio Faniello con I Do.
Al final de la votación, la canción recibió 18 puntos (12 puntos de Andorra y 6 de Albania), colocándose en el lugar 21 de 24 participantes.

## Listas

### Semanales
| País      | Lista                      | Primera semana      | Posición de ingreso | Mejor posición | Semanas en la mejor posición | Semanas en la lista | Última semana           | Ref.  |
| --------- | -------------------------- | ------------------- | ------------------- | -------------- | ---------------------------- | ------------------- | ----------------------- | ----- |
| España    | Top 20 Físico (Promusicae) | 26 de marzo de 2006 | 10                  | 7              | 1                            | 6                   | 30 de abril de 2006     | [ 1 ] |
| Suiza     | Top 100 Singles            | 4 de junio de 2006  | 82                  | 82             | 1                            | 3                   | 18 de junio de 2006     | [ 1 ] |
| Suecia    | Top 60 Singles             | 25 de mayo de 2006  | 38                  | 38             | 1                            | 1                   | 25 de mayojunio de 2006 | [ 1 ] |
| Finlandia | Top 20 Singles             | 20/2006             | 8                   | 8              | 1                            | 2                   | 21/2006                 | [ 1 ] |
| Italia    | Top Singles                | 1 de junio de 2006  | 32                  | 32             | 1                            | 2                   | 8 de junio de 2006      | [ 1 ] |